# Laurêncio (morto em 530/533)
Leurêncio (em latim: Laurentius) foi um oficial romano do século VI, ativo durante o reinado do rei ostrogótico Atalarico (r. 526–534). Um homem espectável (vir spectabilis), sabe-se que morreu em 530/533.